# 佩尔恩 (洛特省)
佩尔恩（法語：Pern）是法国洛特省的一个市镇，属于卡奥尔区（Cahors）卡斯泰尔诺蒙特拉蒂耶县（Castelnau-Montratier）。该市镇总面积25.66平方公里，2009年时的人口为453人。

## 人口
佩尔恩人口变化图示